# Kasachische Kunst
Die kasachische Kunst umfasst alle Formen der Kunst, die im Laufe der Geschichte von den auf dem Territorium des heutigen Kasachstans lebenden Völkern geschaffen wurden. In der längsten Zeit war ein Großteil der Bevölkerung Kasachstans nomadisch oder zumindest halbnomadisch. Der Großteil der Kunst Kasachstans ist angewandte Kunst: praktische Gegenstände werden durch Kunstformen wie Teppichweben, Töpfern und Lederarbeiten dekoriert. Die kasachische Kunst umfasst auch Architektur, bildende Kunst und Bildhauerei.
Obwohl versucht wird, den nationalen Charakter in der Kunst herauszubilden, war die kasachische Kunst meist eng mit umfassenderen Kunststilen verbunden, insbesondere mit der skythischen Kunst des ersten Jahrtausends v. Chr. und der islamischen Kunst ab dem 8. Jahrhundert n. Chr. Im 19. und 20. Jahrhundert war die russische Kunst der dominierende Einfluss.

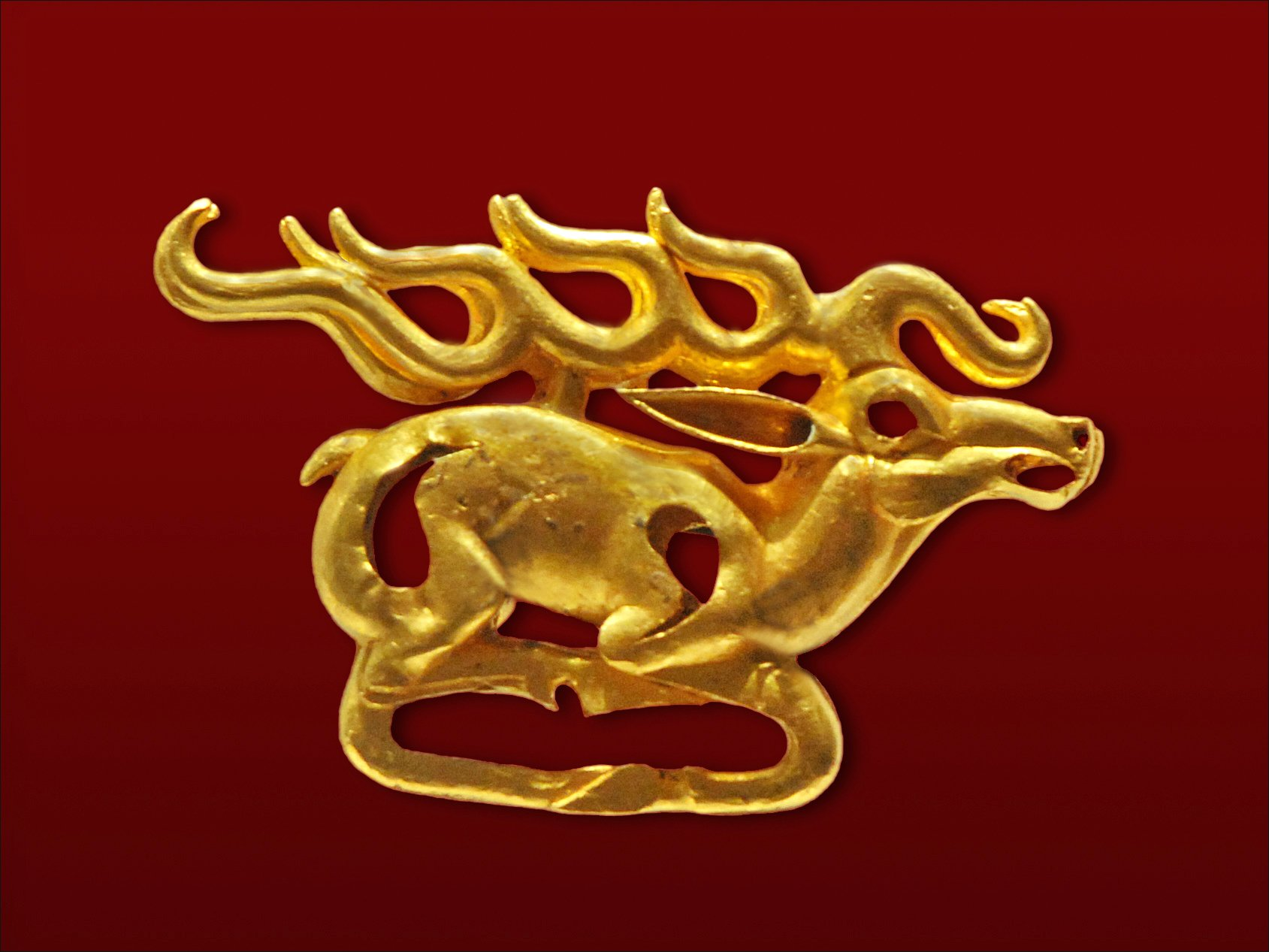
Ein skythisches Hirschbildnis

## Geschichte

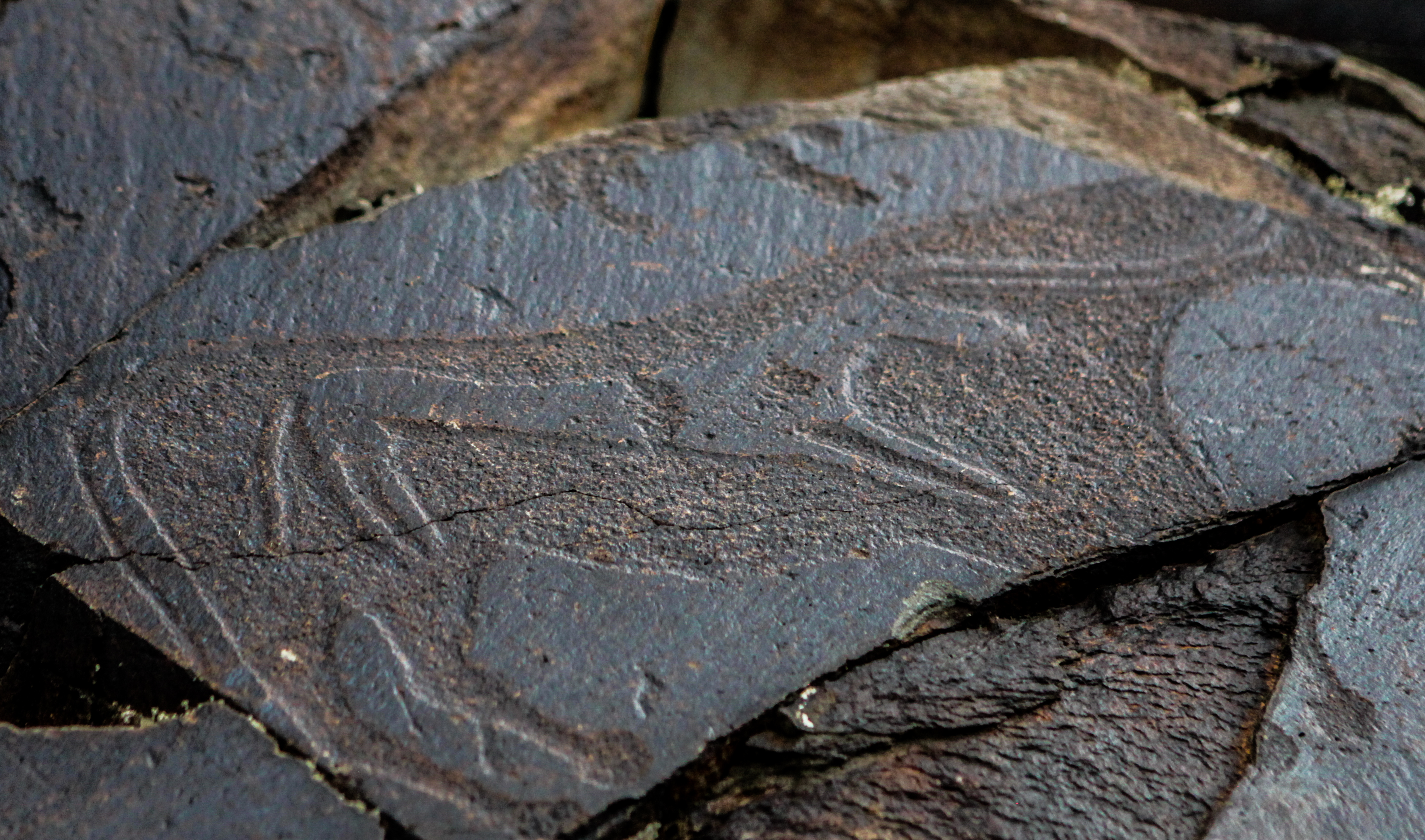
Petroglyphen in Tamgaly

### Prähistorische Kunst
Unter den Denkmälern Kasachstans nehmen prähistorische Felsgravuren und Malereien einen herausragenden Platz ein. Besonders verbreitet sind Felsgravuren oder Petroglyphen, die mit Stein- oder Metallwerkzeugen in den Fels gehauen werden. Die Geologie und das Relief der Bergketten des Landes begünstigten die Verbreitung dieser Kunstform. Das Fehlen moderner menschlicher Einflüsse im größten Teil des Landes hat dazu geführt, dass viele Denkmäler erhalten blieben und reichhaltiges Material für Studien lieferten.
Die frühesten Kunstbeispiele in Kasachstan stammen aus der Altsteinzeit. Sie kommen im Hantau- und Karatau-Gebirge vor und haben die Form von in den Fels geschlagenen Tierbildern.
Petroglyphen aus der Jungsteinzeit und der Bronzezeit wurden in der Bayanaulsky-Höhle (Region Pawlodar) und in der Tanbaly-Schlucht (Region Almaty) gefunden. Die Bilder zeigen einen Elch, einen Löwen, einen Jäger mit Bogen, einen an einen Karren gespannten Ochsen usw. Auch am Nordufer des Balchaschsees wurden solche Felszeichnungen gefunden. Sie zeigen u. a. ein Duell zwischen zwei Männern mit Säbeln, neben dem ein Mädchen steht und geben einen Einblick in die Hauptbeschäftigungen und Bräuche der alten Stämme, die das Gebiet des modernen Kasachstans bewohnten.
Die Petroglyphen des archäologischen Komplexes Tamgaly, eines der ältesten und lebendigsten Felskunstdenkmäler des Siebenstromlands in der Nähe des Balchaschsees, liegen 170 km nordwestlich der Stadt Almaty im Anrakai-Gebirge. Die Felsmalereien und Gravuren wurden 1957 von einer archäologischen Expedition der Kasachischen Akademie der Wissenschaften entdeckt. Die Erforschung der Stätte mit ihren vielen Höhlenmalereien begann in den 1970er und 1980er Jahren. Es gibt etwa 2000 Petroglyphen, von denen sich die meisten im unteren Teil der Hauptschlucht und auf der Seite der angrenzenden Schlucht im Westen befinden.
Die Themen der Zeichnungen sind vielfältig und umfassen menschliche Figuren, Tiere, Reiter, Menschen und Raubtiere auf der Jagd, Szenen des täglichen Lebens, rituelle Tänze, sonnenköpfige Gottheiten und mehrfigurige Kompositionen, die Szenen von Menschen und Tieren und der Jagd darstellen sowie Stieropferungen. Die häufigsten Symboliken sind Pferde, Hirsche, die in der kasachischen Kunst Kraft und Schönheit symbolisieren und Adler, die Unsterblichkeit und den Himmel darstellen.
In der Bronzezeit wurde das Gebiet des modernen Kasachstans von Menschen der Andronowo-Kultur und im Süden der Begazy-Dandybai-Kultur bewohnt. Die Andronowo-Kultur verarbeitete Metallerze, darunter Gold, Kupfer und wahrscheinlich Silber, in einigen Regionen auch im großen Maßstab. Obwohl nennenswerte Überreste selten sind, ist es klar, dass Textilien, hauptsächlich Wolle, neben Leder und Pelz allgemein für Kleidung verwendet wurden. Die Kleidung war oft reich mit Metall- und Steinschmuck verziert. Es sind griechische Beschreibungen der Steppennomadenkleidung aus der Eisenzeit sowie griechische und persische Darstellungen verwandter Steppenvölker erhalten.

### Antike
Im ersten Jahrtausend v. Chr. wurde das Gebiet des heutigen Kasachstans im Gebiet des Ili-Flusses von sakischen Stämmen besiedelt, deren Kunstwerke Teil der größeren Tradition der skythischen Kunst in der eurasischen Steppe waren. Die meisten gefundenen Artefakte stammen aus Kurganen. Die berühmteste Entdeckung aus der Ära der Saken wurde 1969 im Issyk-Kurgan im Südosten Kasachstans in der Nähe der Stadt Almaty gemacht. Bekannt wurde der sogenannte „Goldene Mann“. Dieser wohlhabende Sake oder diese wohlhabende Sakin war in Rüstung, Stiefeln und Hut gekleidet, die mit vielen Goldplättchen verziert waren, so dass der Leichnam einer Statue aus Edelmetall ähnelte. Der größte Teil des gefundenen Schmucks bestand aus Gold, hergestellt durch Gießen, Stempeln, Prägen, und Gravuren in Form von kreisförmigen Skulpturen, Hoch- und Flachreliefs.
Der „Goldene Mann“ trägt einen Turban mit hoher Spitze, der mit goldenen Platten verziert ist, die Pferde, Schneeleoparden, Vögel und Bäume mit ausladenden Kronen darstellen, sowie eine Halskette in Form eines goldenen Reifs mit einem Tigerkopf an jedem Ende. Im Ohrläppchen des linken Ohres befindet sich ein goldener Ohrring mit türkisfarbenem Ornamenten. Am Gürtel hängt rechts ein Schwert in einer mit rotem Leder überzogenen Scheide, links ein eiserner Dolch in einer Scheide mit goldenen Auflagen, die einen galoppierenden Elch und ein Pferd darstellen. Auf Goldplatten auf beiden Seiten des Dolches sind Tierfiguren geschnitzt, darunter Wölfe, Füchse, Bergschafe, Damhirsche und Schlangen. Der hohe Hut ist vergleichbar mit dem hohen Saukele-Kopfschmuck, der heute zum traditionellen Hochzeitskostüm kasachischer Frauen gehört.
Die Schätze des Issyk-Kurgans, darunter eine exakte Kopie des „Goldenen Mannes“, wurden ursprünglich im Kasachischen Archäologiemuseum in Almaty ausgestellt und befinden sich heute im Staatlichen Museum für Gold und Edelmetalle der Republik Kasachstan in Astana.
Der „goldene Mann“ auf dem geflügelten Leoparden ist zu einem der Nationalsymbole Kasachstans geworden.
Viele „Balbals“ oder Kurgan-Stelen, Monolithen in Form menschlicher Figuren, die auf Kurgans thronten oder sie in Gruppen umgaben, wurden gefunden.

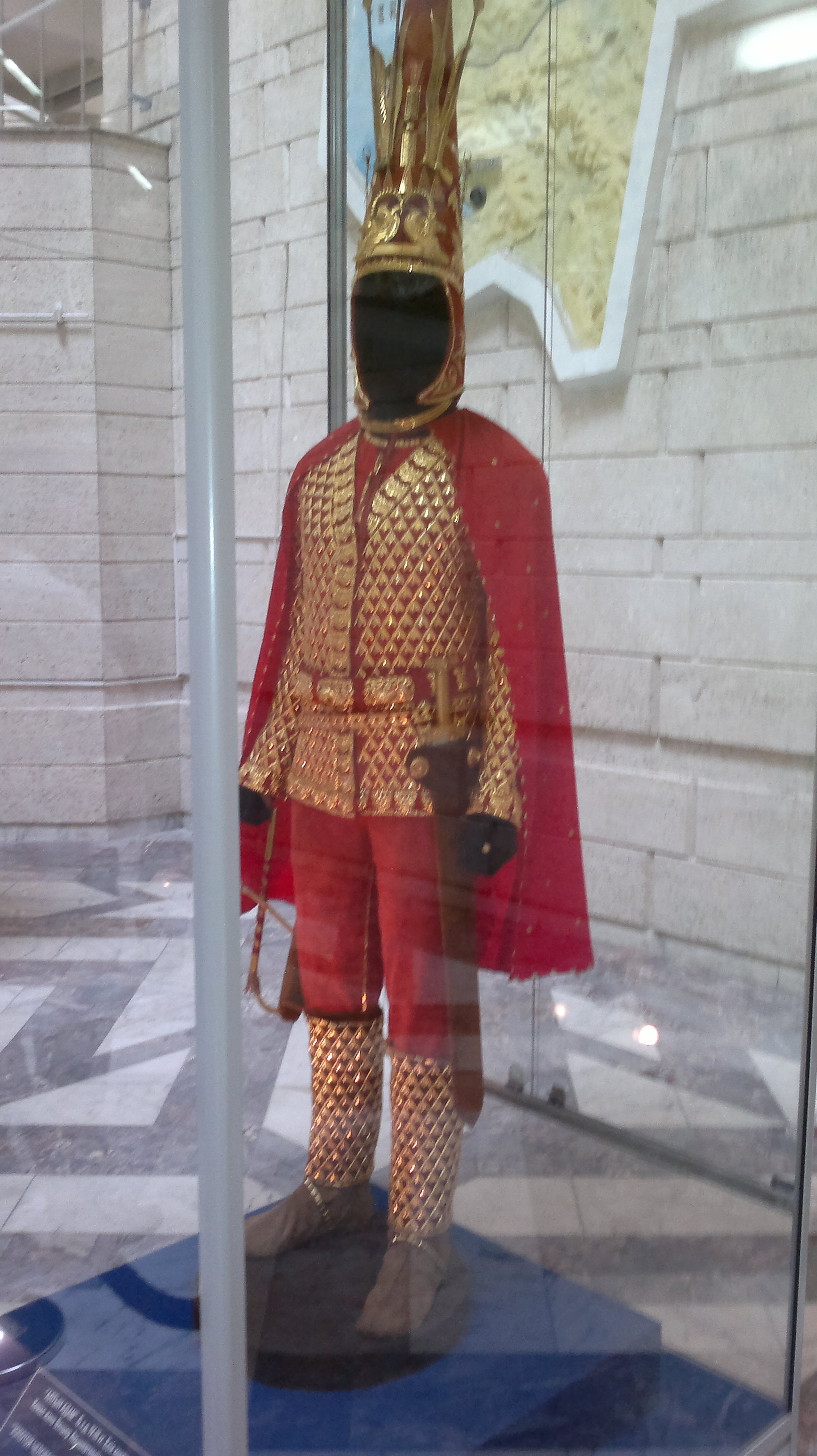
Replik des goldenenen Mannes

### Islamische Zeit
Im Mittelalter folgten auf dem Gebiet des heutigen Kasachstans verschiedene Staaten aufeinander. Der aktive Handel entlang der Großen Seidenstraße bereicherte die Kultur der dort lebenden Menschen, brachte neue Kunsttechniken mit sich und beeinflusste das kreative Schaffen lokaler Künstler.
An der Seidenstraße waren die Städte Isfidschab, Jangikent, Suyab, Kayalyk Mirki und Kulan in den Tälern der Flüsse Syrdarja, Talas, Tschüi und Ili Zentren der Kultur, Religion und des Handels und stellten eine Verbindung zwischen landwirtschaftlichen Oasen und nomadischen Steppen her.
Die mittelalterlichen Zentren der Kultur, Wissenschaft und Kunst waren unter anderem die Städte Otrar, Taras, Balasagun, Sygnak und Sauran. Die Mausoleen von Babaji-Khatun (10.–11. Jahrhundert), Aischa-Bibi (11.–12. Jahrhundert), Alasch-khan (12.–14. Jahrhundert), Dschutschi-khan (13. Jahrhundert), Kosy-Korpesch und Bayan-Slu (8.–10. Jahrhundert) sowie der Turm von Tamerlan (14. Jahrhundert) gelten als einzigartige Beispiele der Architektur dieser Zeit. Der Khoja Ahmed Yassavi-Mausoleumskomplex in der Stadt Türkistan gilt als eines der größten Baudenkmäler nicht nur Kasachstans, sondern Zentralasiens. Im Auftrag von Timur zu Ehren des Predigers Yassavi wurde das Mausoleum aus gebrannten Ziegeln erbaut, innen und außen mit mehrfarbigen blauen und weißen Kacheln ausgelegt und mit geschnitzten Elementen, gekachelten arabischen Inschriften, Mosaikarbeiten und bemalter Majolika verziert. In der zentralen Halle befindet sich ein riesiger Kessel, der aus einer Legierung aus sieben Metallen gegossen wurde und zwischen 1935 und seiner Rückkehr im Jahr 1989 in der Staatlichen Eremitage in Sankt Petersburg, Russland, ausgestellt wurde.
Im 14. und 15. Jahrhundert wurden große Fortschritte bei der Verwendung architektonischer Elemente wie Bögen, Gewölbe und Kuppeln erzielt. Die mittelalterlichen Bauherren legten großen Wert auf ihre Baumaterialien und schon damals wurden Ziegel und Glasuren von bemerkenswerter Qualität hergestellt. Besonderes Augenmerk wurde auf die Qualität der Ziegel gelegt, von denen die meisten eine quadratische Form hatten und auf einer Seite blau, weiß oder grün bemalt waren. Diese Ziegel wurden gleichzeitig mit dem Bau der Außenwände verlegt. Zur Wanddekoration wurden auch polychrome Majolikafliesen verwendet. In den Innenräumen tauchten Wandgemälde und Reliefornamente auf. Angewandte Kunst spielte beim Bau der Mausoleen von Khoja Ahmed Yasawi, Kök-Kesen und Alasch-Khan eine große Rolle.
Im Mittelalter verbreiteten sich in Kasachstan neben anderen angewandten Künsten auch die Teppichweberei und die Töpferei. Reich ornamentierte Teppiche wurden sowohl zu Hause als Dekoration verwendet als auch als Schutz vor Witterungseinflüssen getragen.
Zu den gängigen Mustern für Teppiche, Haushaltsgegenstände und Küchenutensilien gehörten Blumenmotive, Jagdszenen, Volksspiele, Tiere und Vögel. Das Bild des Pferdes als zentrales Motiv findet sich in ganz Kasachstan und verkörpert Schönheit und Kraft. Pferde waren als Transportmittel vor allem in Kriegszeiten von großer kultureller Bedeutung, wurden den Göttern geopfert und neben Kriegern in Grabhügeln beigesetzt.

Keramikgegenstände waren oft mit Inschriften in verschiedenen Sprachen verziert, beispielsweise auf Türkisch, Uigurisch und Sogdisch. Beispiele hierfür sind die Keramikinschriften, die in der archäologischen Stadt Aqtöbe im Mittellauf des Flusses Tschüi gefunden wurden. Viele auf diesen Keramiken gefundene Inschriften stammen aus dem 9.–11. Jahrhundert.

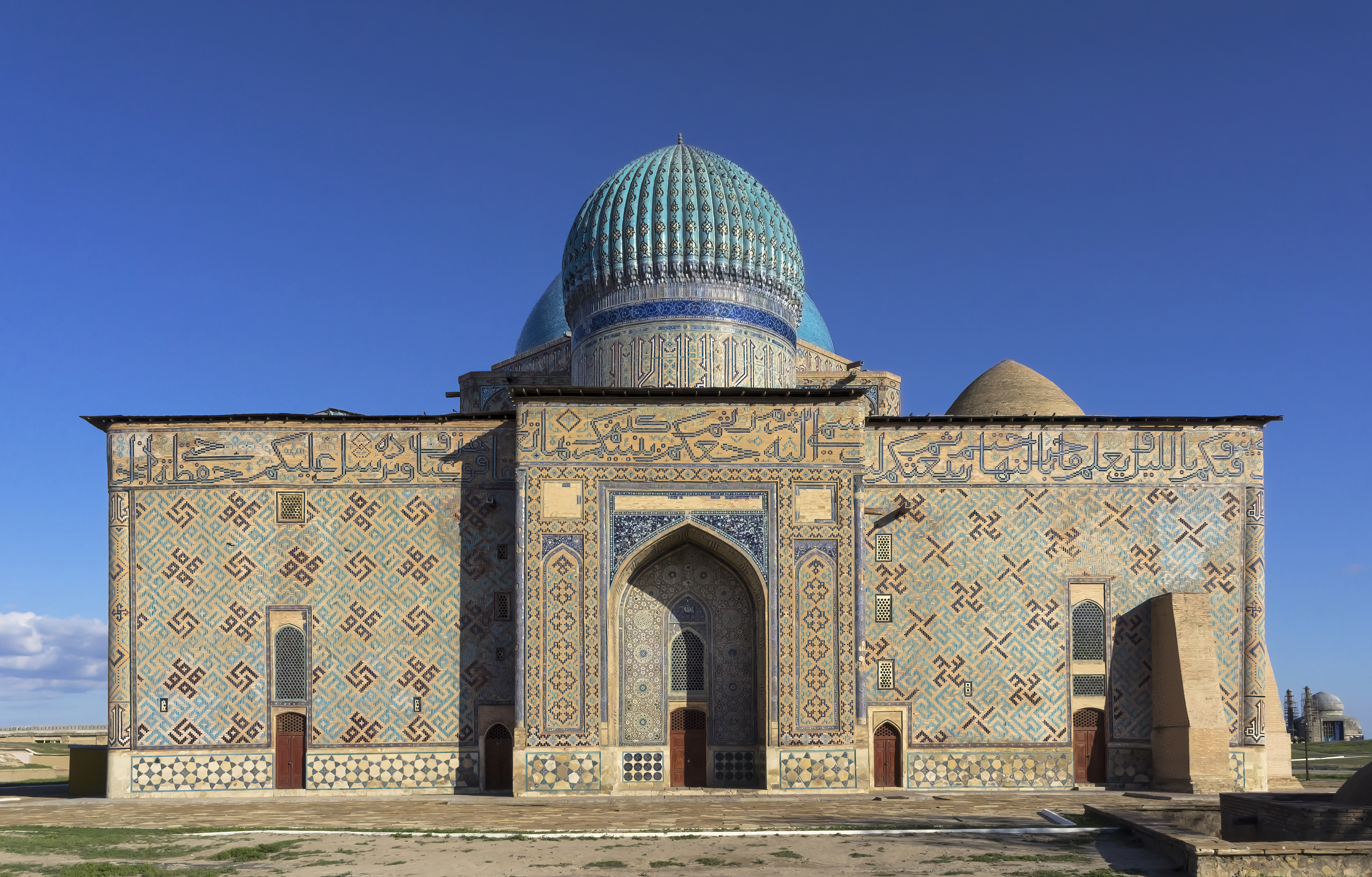
Mausoleum von Khoja Ahmed Yasawi, in der Stadt Türkistan aus dem Jahr 1389

### Moderne

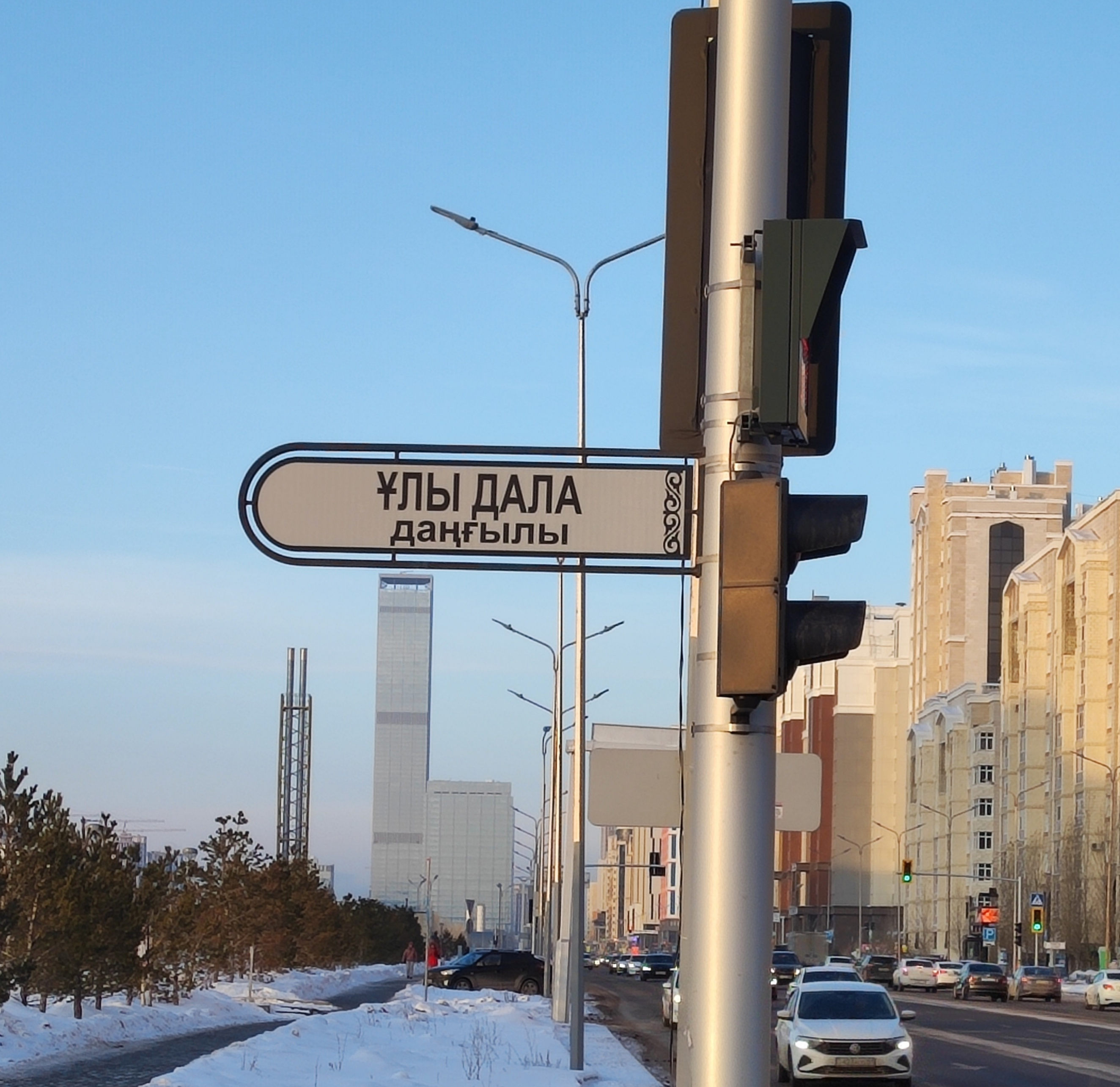
Die Straßenschilder in Astana haben Ornamente

In Kasachstan hat die bildende Kunst im klassischen Sinne ihren Ursprung im 19. Jahrhundert und wurde von den Künstlern Wassili Wassiljewitsch Wereschtschagin und Nikolai Chludow beeinflusst, die Zentralasien bereisten und ihre Eindrücke malten. Chludow hatte besonderen Einfluss auf die lokale Schule und bildete zahlreiche Künstler aus. Der berühmteste von ihnen ist Abilchan Kastejew, nach dem das staatliche Kunstmuseum benannt wurde. Ein weiterer bekannter Künstler ist Sergej Kalymkow.
Die kasachische Kunstschule wurde in den 1940er-Jahren komplett und florierte in den 1950er-Jahren. Künstler, Grafiker und Bildhauer, unter dem einheitlichen Ausbildungssystem für Künstler ausgebildet, nutzten oft sozialistische und nationale Motive. Die Maler S. Aitbajew, S. Mambajew, O. Tansykbajew, J. Schardenow, und M. Teldschanow, die Grafiker A. Duselchanow and E. Sidorkina und die Bildhauer H. Naurysbajewa und E. Sergebajewa werden heute als Schlüsselfiguren der kasachischen Kunst gesehen.
In den späten 1980er Jahren entstand in Kasachstan eine Avantgarde-Bewegung mit dem Ziel, neue Ideen zu finden und gegen etablierte Formen und Bilder in der Kunst zu protestieren. Verschiedene Prinzipien der plastischen Kunst tauchten auf, beispielsweise in den hochkomplexen psychologischen Werken von B. Tulkejew, in den mystischen grafischen Werken von A. Sydykhanov, in den Picasso-ähnlichen improvisierten Werken von A. Akanajewa und in den chaotischen figurativen Stücken von D. Alijew. K. Duisenbajew nutzte Prinzipien der plastischen Kunst im expressiven Formalismus, um die inneren Kräfte der Natur und der Seele zu vermitteln. K. Aqmezhanows Leinwände fügen farbige Teile optisch zusammen, um ein Bild der Welt zu erzeugen, das die umgebenden Realitäten widerspiegelt. Die Werke von A. Menlibajew und E. Ghasarjan sind ein Beispiel für die Wiederbelebung des Interesses an der Folklore und dem ornamentalen Stil einer Reihe historischer, regionaler und kultureller Traditionen.
Seit der Unabhängigkeitserklärung Kasachstans am 16. Dezember 1991 kam es zu grundlegenden Veränderungen in allen Bereichen, auch in der Kunst. Das Denkmal für Ablai Khan in Astana (Bildhauer N. Dalbai, Architekt Sch. Walichanow) trug wesentlich zur Anerkennung der Idee der Unabhängigkeit Kasachstans bei. Weitere Wahrzeichen der modernen Monumentalskulptur dieser Zeit sind das Reiterdenkmal für Isataj Taimanow und Machambet Utemisow in Atyrau (Bildhauer B. Abischew und E. Sergebajew) und das Denkmal für Sultan Beibars in Atyrau (Bildhauer K. Kakimow). Das Unabhängigkeitsdenkmal in Almaty (Bildhauer: A. Dschumabajew und N. Dalbai, Architekt Sch .Walihanow) ist ein besonders bekannter moderner Skulpturen- und Architekturkomplex dieser Epoche. Das auf dem Hauptplatz von Almaty gelegene Unabhängigkeitsdenkmal verbindet kasachisches Kulturerbe und Tradition mit universellen Elementen und ist zu einem Symbol der Staatlichkeit sowie der Vergangenheit, Gegenwart und Zukunft Kasachstans geworden. Die Granitstele wird von der Statue eines jungen Kriegers gekrönt, der dem „Goldenen Mann“ nachempfunden ist und an dessen Füßen ein mythischer geflügelter Leopard steht.
Die kasachische nationale Kunstschule erlebte in den 1990er Jahren schwierige Zeiten, da der Staat sein Budget für die Kulturprogramme deutlich reduzierte und weniger Aufträge an die Maler gab. Ende der 1990er und Anfang der 2000er Jahre verbesserte sich die Situation jedoch, als große private und öffentliche Unternehmen damit begannen, etablierten und jungen Malern ihre Schirmherrschaft zu gewähren, indem sie zahlreiche Kunstausstellungen finanzierten und Gemälde in Auftrag gaben. Zu Beginn des 20. Jahrhunderts erlangten mehrere Maler große Anerkennung und organisierten ihre Kunstausstellungen in ganz Kasachstan, darunter Akdschana Abdalijewa, Akmaral Abulchair, Maxim Wedernikow, Dinara Dukenbajewa, Erbolat Tolepbai, Seinelkhan Muchamedschan, Carmine Barbaro und viele andere. Mythologische Symbolik ist in der modernen Kunst Kasachstans des 21. Jahrhunderts von Bedeutung. Dies kommt beispielsweise in den Werken der Künstler Gulnara Kasmalijewa und Muratbek Dschumalijew zum Ausdruck.

## Museen in Kasachstan

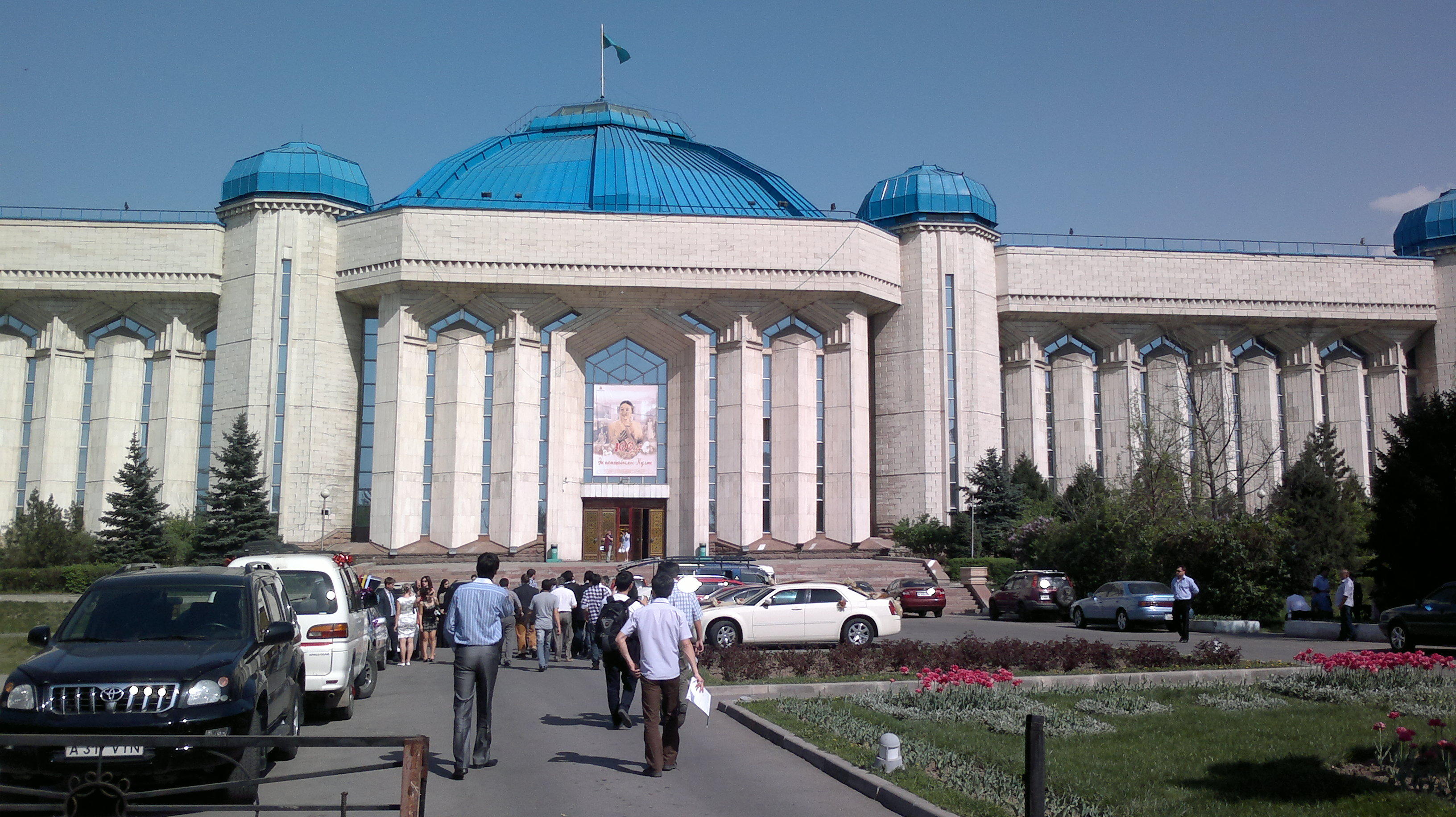
Kasachisches Nationalmuseum

Es gibt in Kasachstan über 170 Museen. Das älteste, das Museum für Geschichte und Lokalgeschichte Semipalatinsk, wurde 1883 erbaut. Weitere Museen sind beispielsweise:
- Staatliches Kastejew-Museum der Künste
- Museum der darstellenden Künste Semei
- Heimatmuseum Oral
- Nationalmuseum der Republik Kasachstan